# Buellia molonglo
Buellia molonglo är en lavart som beskrevs av U. Grube & Elix 2004. Buellia molonglo ingår i släktet Buellia och familjen Caliciaceae.   Inga underarter finns listade i Catalogue of Life.